# Nicolò Casale
Nicolò Casale, né le 14 février 1998 à Negrar, est un footballeur italien qui évolue au poste de défenseur central au Bologne FC, en prêt de la Lazio Rome.

## Biographie

### En club
Formé au Hellas Vérone, il est prêté dans plusieurs clubs de Serie B ou C, s'affirmant notamment au Fußball Club Südtirol, où il s'affirme comme titulaire en Serie C, avant de connaitre une deuxième prêt réussi à l’échelon supérieur au Venise FC.
Mais alors que le club de la lagune sembre déterminé à faire signer le jeune de manière définitive, ses bonnes performances invitent le staff du Hellas à le faire revenir pour intégrer l'effectif professionnel.

### En sélection
Déjà international avec les moins de 19 ans, Casale est appelé une première fois avec la sélection espoir italienne en novembre 2019, pour remplacer un joueur blessé, sans qu'il fasse ses débuts.
À nouveau appelé en septembre 2020, lors de la première trêve internationale à la suite de la pandémie, il fait cette fois ses débuts en espoirs contre la Slovénie, dans un match remporté 2-1 par l'Italie.

## Palmarès
Bologne FC
- Coupe d'Italie (1) : 
  - Vainqueur en 2025[7]